# 築城郡
- 令制国一覧 > 西海道 > 豊前国 > 築城郡
- 日本 > 九州地方 > 福岡県 > 築城郡

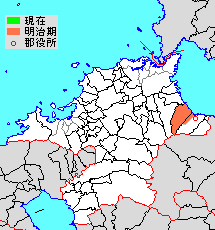
福岡県築城郡の位置

築城郡（ついきぐん）は、福岡県（豊前国）にあった郡。

## 郡域
1878年（明治11年）に行政区画として発足した当時の郡域は、下記の区域にあたる。
- 豊前市の一部（松江・畠中・中村・馬場・畑）
- 築上郡築上町の全域

## 歴史

### 近世以降の沿革
- 明治初年時点では全域が豊前小倉藩領であった。「旧高旧領取調帳」に記載されている明治初年時点での村は以下の通り。（45村）

安武村、赤幡村、袈裟丸村、下香楽村、上深野村、下深野村、松丸村、上香楽村、伝法寺村、本庄村、櫟原村、寒田村、湊村、臼田村、坂本村、水原村、奈古村、岩丸村、越路村、高塚村、椎田村、中村、松江村、畠中村、畑村、馬場村、有安村、上ノ河内村、石堂村、日奈古村、極楽寺村、真如寺村、小原村、上リ松村、山本村、東八田村、西八田村、宇留津村、築城村、上別府村、下別府村、弓ノ師村、小山田村、広末村、船迫村
- 慶応3年3月（1867年4月） - 長州戦争により小倉藩が移転して香春藩となる。
- 明治2年12月24日（1870年1月25日） - 香春藩が移転して豊津藩となる。
- 明治4年
  - 7月14日（1871年8月29日） - 廃藩置県により豊津県の管轄となる。
  - 11月14日（1871年12月25日） - 第1次府県統合により小倉県の管轄となる。
- 明治9年（1876年）4月18日 - 第2次府県統合により福岡県の管轄となる。
- 明治11年（1878年）11月1日 - 郡区町村編制法の福岡県での施行により、行政区画としての築城郡が発足。「築城上毛郡役所」が上毛郡八屋村に設置され、同郡とともに管轄。

### 町村制以降の沿革

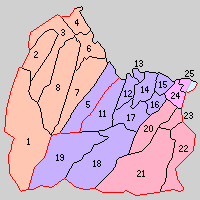
1.上城井村 2.下城井村 3.築城村 4.八津田村 5.角田村 6.椎田村 7.西角田村 8.葛城村（紫：豊前市 橙：築上町 11 - 25は上毛郡）

- 明治22年（1889年）4月1日 - 町村制の施行により、以下の各村が発足。特記以外は全域が現・築上郡築上町。（8村） 
  - 上城井村 ← 寒田村、櫟原村、本庄村、伝法寺村、松丸村
  - 下城井村 ← 上深野村、下深野村、袈裟丸村、安武村、赤幡村、上香楽村、下香楽村
  - 築城村 ← 船迫村、弓ノ師村、上別府村、下別府村、築城村、広末村、小山田村
  - 八津田村 ← 宇留津村、東八田村、西八田村
  - 角田村 ← 松江村、畠中村、中村、馬場村、畑村（現・豊前市）
  - 椎田村 ← 高塚村、椎田村、湊村、臼田村、山本村
  - 西角田村 ← 真如寺村、小原村、上リ松村、石堂村、上ノ河内村、有安村
  - 葛城村 ← 越路村、坂本村、水原村、奈古村、岩丸村、極楽寺村、日奈古村
- 明治29年（1896年）4月1日 - 郡制の施行のため、「築城上毛郡役所」の管轄区域をもって築上郡が発足。同日築城郡廃止。

## 行政
築城・上毛郡長
| 代 | 氏名 | 就任年月日                | 退任年月日                | 備考                           |
| -- | ---- | ------------------------- | ------------------------- | ------------------------------ |
| 1  |      | 明治11年（1878年）11月1日 |                           |                                |
|    |      |                           | 明治29年（1896年）3月31日 | 上毛郡との合併により築城郡廃止 |